# Evans Blue
Evans Blue är ett kanadensiskt hårdrocksband från Toronto som bildades 2005. Sammanlagt har de sålt en miljon album världen över.

## Album
- The Melody and the Energetic Nature of Volume (2006)
- The Pursuit Begins When This Portrayal of Life Ends (2007)
- Evans Blue (2009)
- Graveyard of Empires (2012)
- Letters from the Dead (2016)

## Nuvarande medlemmar
- Dan Chandler - sångare (2009–nu)
- Parker Lauzon - gitarr (2005–nu)
- Vlad Tanaskovic - gitarr (2005–nu)
- Joe Pitter - gitarr (2005–nu)